# حامه (استان خنشله)
حامه (به عربی: الحامة) یک شهرداری در الجزایر است که در استان خنشله واقع شده‌است. حامه ۱۰٬۷۰۲ نفر جمعیت دارد.